# 若山滋
若山 滋（わかやま しげる、1947年1月19日 - ）は、日本の建築家。名古屋工業大学名誉教授。専門は、建築計画、建築意匠。
台湾生まれ、東京都出身。

## 略歴
- 1947年 - 台湾生まれ。
- 1969年 - 東京工業大学建築学科卒業。
- 1974年 - 同大学院博士課程修了。工学博士。
- 1974年 - （株）久米設計勤務。
- 1983年 - 名古屋工業大学助教授。
- 1989年 - 名古屋工業大学教授。
- 2011年 - 名古屋工業大学退官。中京大学客員教授、椙山女学園大学客員教授。

## 主な作品
- 不二の一文字堂
- 高萩市立図書館・歴史民俗資料館
- ミャンマー中央農業開発センター
- 筑波科学万博・政府出典歴史館
- 碧南市哲学たいけん村無我苑
- 各務原市老人保健施設サンバレーかかみ野
- 西尾市岩瀬文庫

## 著作
- 『建築へ向かう旅 積み上げる文化と組み立てる文化』冬樹社, 1981.9
- 『風土に生きる建築』(SD選書) 鹿島出版会, 1983.6
- 『「組み立てる文化」の国』文芸春秋, 1984.10
- 『都市へ向かう旅』冬樹社, 1985.5
- 『建築再読の旅 人はなぜ建築するのか』彰国社, 1988.2
- 『ローマと長安 古代世界帝国の都』講談社現代新書 1990.4
- 『文学の中の都市と建築 『万葉集』から『源氏物語』まで』丸善ライブラリー 1991.4
- 『遊蕩の空間 中村遊廓の数寄とモダン』 (INAX album  1993.1
- 『「家」と「やど」 建築からの文化論』朝日新聞社, 1995.5
- 『漱石まちをゆく 建築家になろうとした作家』彰国社, 2002.9
- 『風土から文学への空間 若山滋・建築作品と文化論』新建築社, 2003.11
- 『大野耐一工人たちの武士道 トヨタ・システムを築いた精神』日本経済新聞社, 2005.10
- 『インテンシブ・シティ 都市の集約と民営化』鹿島出版会, 2006.8
- 『建築の歌を聴く 中部の名作42選』中日新聞社, 2012.6
- 『建築家と小説家 近代文学の住まい』彰国社, 2013.2
- 『寡黙なる饒舌 建築が語る東京秘史』現代書館, 2020.7

### 共編著
- 『世界の建築術 人はいかに建築してきたか』 (建築の絵本) TEM研究所共著. 彰国社, 1986.10
- 『日本建築古典叢書 第8巻　近世建築書-構法雛形』麓和善共編 大竜堂書店, 1993.7
- 『産業とデザイン』仙田満共編著. 放送大学教育振興会, 2012.3
- 『アイドルはどこから 日本文化の深層をえぐる』篠田正浩共著. 現代書館, 2014.5
- 『オリンピックとデザインの政治学』森山明子共著. 朗文堂, 2016.1

## 関連事項
- 美術家の篠田桃紅は叔母[2]。
- 藤井理行元国立極地研究所所長は高校・大学の同級生で友人[3]。
- 名古屋工業大学の人物一覧